# Josef Blechinger
Josef H. Blechinger (* 1911 in Klostergrab, Böhmen, Österreich-Ungarn; † 23. September 1995 in Lamia, Griechenland) war österreichischer Philhellene und Ikonenmaler. Als Wehrmachtssoldat schloss er sich während der Besatzung Griechenlands dem griechischen Widerstand an und verhinderte die Zerstörung Lamias.

## Leben
Josef Blechinger wurde 1911 in Klostergrab in Böhmen als Sohn des Österreichers Herman Blechinger und dessen Frau Anna, die gebürtig auch aus Böhmen stammte, geboren. Er hatte zwei Brüder und eine Schwester. Die Familie hatte schon Beziehungen zu Griechenland, da sein Urgroßvater aus Patras stammte. Josef Blechingers Vater war Leiter der Porzellan- und Glasmanufaktur in Klostergrab.
Während seiner schulischen Ausbildung besuchte Blechinger auch Porzellanmalkurse in der Porzellanfabrik. Nach der Schule machte er eine Ausbildung zum Eisenbahnschlosser und arbeitete bei den örtlichen k.k. Staatsbahnen. 1939 nach dem Ausbruch des Zweiten Weltkriegs wurde der 28-jährige Josef Blechinger in die Wehrmacht eingezogen. Er diente zunächst im besetzten Polen und erlebte dort, wie die Bevölkerung unter Zwangsarbeit und Kriegsverbrechen litt. Ab 1941 war Blechinger Teil der Truppen, die im Balkanfeldzug kämpften. Das Deutsche Reich erklärte am 6. April 1941 dem Königreich Griechenland den Krieg und rückte am 21. April bis zum Fluss Sperchios südlich von Lamia vor.
Josef Blechinger wurde in Lamia als Weichenwärter unter dem Kommando von A. Voulgaris eingesetzt und war für die Nebenbahn zwischen Lianokladi und Stylida verantwortlich. Er half der örtlichen Bevölkerung, Lebensmittel und andere Artikel des täglichen Bedarfs, die mit der Bahn geliefert wurden, zu stehlen. Er nahm auch Kontakt zur Griechischen Volksbefreiungsarmee auf und arbeitete mit der 13. Division der Nationalen Befreiungsfront zusammen. Er informierte sie über Straßenblockaden und rettete so vielen Widerstandskämpfern das Leben. Er unterstützte auch Zivilisten, die in Haftanstalten festgehalten wurden.
Am 17. Oktober 1944 wurde Blechinger von seiner Informantin Maria, die als Prostituierte in einem von deutschen Soldaten frequentierten Bordell arbeitete, darüber informiert, dass die deutschen Truppen am folgenden Tag aus Lamia abziehen würden und deshalb öffentliche Häuser, Einrichtungen und Lager mit Sprengstoffen versehen hatten, die nach Abzug über Zeitzünder zur Explosion gebracht werden sollten. Auch das Munitionslager im Militärstützpunkt sollte gesprengt werden. Maria vermittelte den Kontakt mit dem Italiener Mario, der Blechinger heimlich ins Lager schleusen konnte, wo er die Zündkabel durchtrennte. Danach begab er sich nach Avlaki und informierte Widerstandskämpfer über die versteckten Zünder. Man drang in die Stadt Lamia ein und informierte die Bevölkerung, die sich zu einem großen Teil in Kirchen versammelt hatte, um die Feierlichkeiten zu Ehren des heiligen Lukas zu begehen. Sicherheitshalber verließen die Einwohner die Stadt. Die Widerstandskämpfer suchten nach den Sprengladungen und entschärften die meisten. Nur wenige explodierten.
Josef Blechinger zog nicht mit den deutschen Truppen ab, sondern verblieb in Lamia. 1945 ließ er sich in der Kirche Agios Dimitrios in Lamia griechisch-orthodox taufen. Er führte von nun an den Namen Ilias Kokkinos (griechisch Ηλίας Κόκκινος), benannt nach dem ersten Einwohner Lamias, der während des Griechisch-Italienischen Kriegs in Albanien gefallen war. Im selben Jahr heiratete er die Griechin Koula Karakosta aus Dikastro. Das Paar hatte einen Sohn namens Nikos. Blechinger arbeitete als Ikonenmaler und gründete im Lamischen Stadtteil Epta Vrises sein Atelier „Lux“. Viele seiner Werke sind heute in Kirchen in Fthiotida und ganz Griechenland zu sehen. Am 23. September 1995 starb Josef Blechinger in Lamia.

## Auszeichnungen
Für seine Verdienste wurde ihm 1955 vom griechischen Parlament die griechische Staatsbürgerschaft zuerkannt. Am 18. Oktober 1979 genau 35 Jahre nach Rettung der Stadt wurde ihm die silberne Ehrenmedaille der Stadt Lamia verliehen. 1991 wurden ihm zum 50-jährigen Bestehen der EAM (Nationale Befreiungsfront) eine Medaille und ein Diplom verliehen.